# Бережное (Запорожская область)
Бережное (укр. Бережне, до 2016 года — Десятириччя Жовтня) — село, Бельманский сельский совет, Бильмакский район, Запорожская область, Украина.
Код КОАТУУ — 2322781302. Население по переписи 2001 года составляло 51 человек.

## Географическое положение
Село Бережное находится на левом берегу реки Берда, выше по течению примыкает село Алексеевка, ниже по течению на расстоянии в 2,5 км расположено село Бельманка, на противоположном берегу — село Титово.

## История
- ? — дата основания села.
- В 1927 году село было именовано в честь 10-летнего юбилея Октябрьской революции "Десятилетия Октября"[4].
- В мае 2016 года постановлением № 1353-VIII[5] название села было «декоммунизировано»[4] ВРУ и переименовано ими в село Бережное.